# LaCie
LaCie is een Frans bedrijf, opgericht in 1989 dat bekend is van diverse computerhardware. Het fabriceert opslagmedia, zoals externe harde schijven, cd- en dvd-branders en USB-sticks. Deze producten vallen op door het design, omdat LaCie een aantal bekende designers als Philippe Starck, Neil Poulton en Porsche Design GmbH aan zich heeft weten te binden.

## Geschiedenis
LaCie startte als twee aparte bedrijven, in 1987 als La Cie, Ltd. in het Amerikaanse Oregon en in 1989 als électronique d2 in het Franse Parijs. De twee bedrijven fuseerden in 1995 en gingen onder de naam LaCie verder.
Industrieel ontwerper Neil Poulton heeft de langste geschiedenis met LaCie als hoofdontwerper. Hij creëerde onder meer de succesvolle Le Coq, de d2-serie, Pocketdrive-serie, Rugged-serie en de Little Big Disk.
LaCie is sinds 2014 onderdeel van het Amerikaanse Seagate Technology.

## Galerij

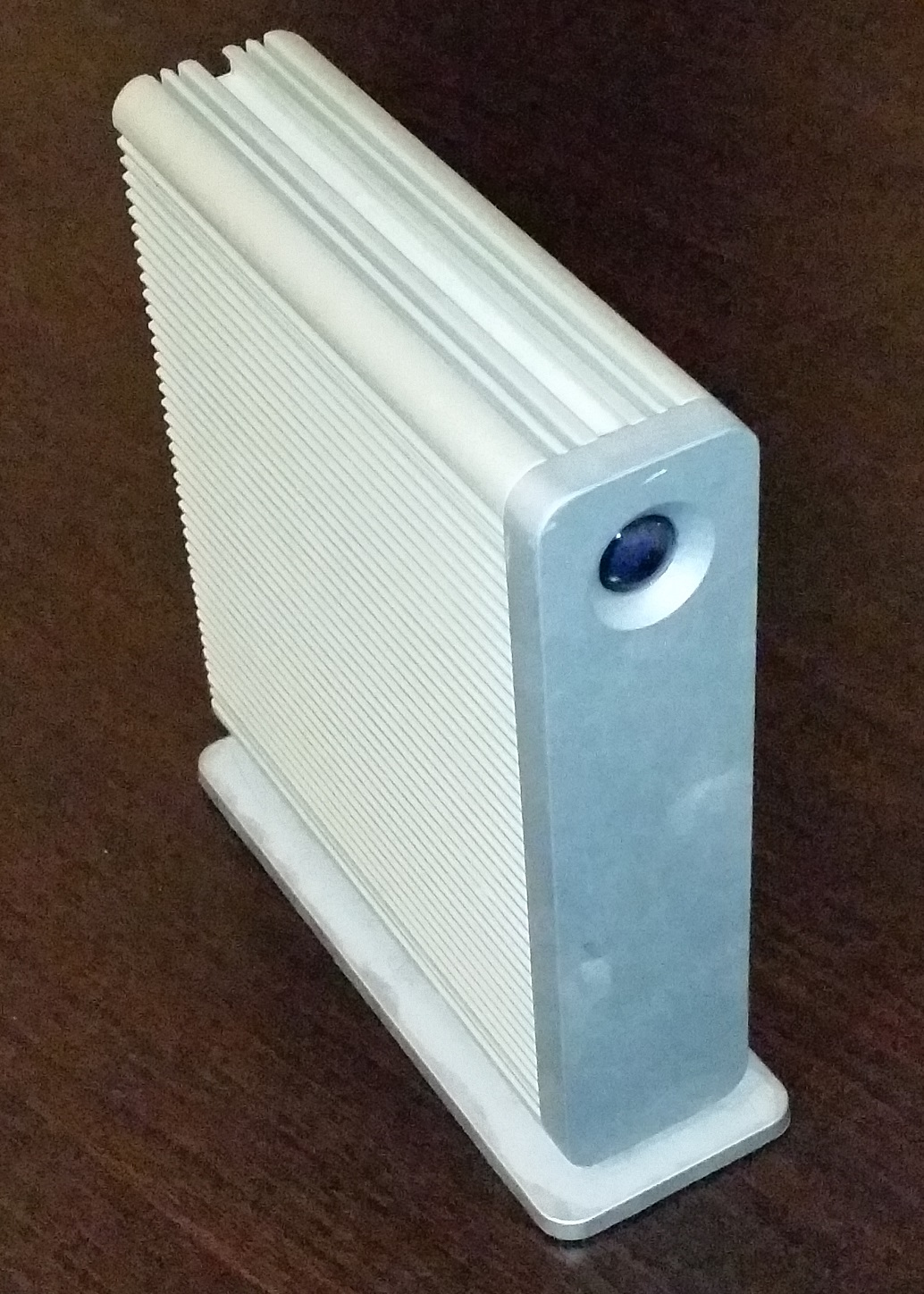
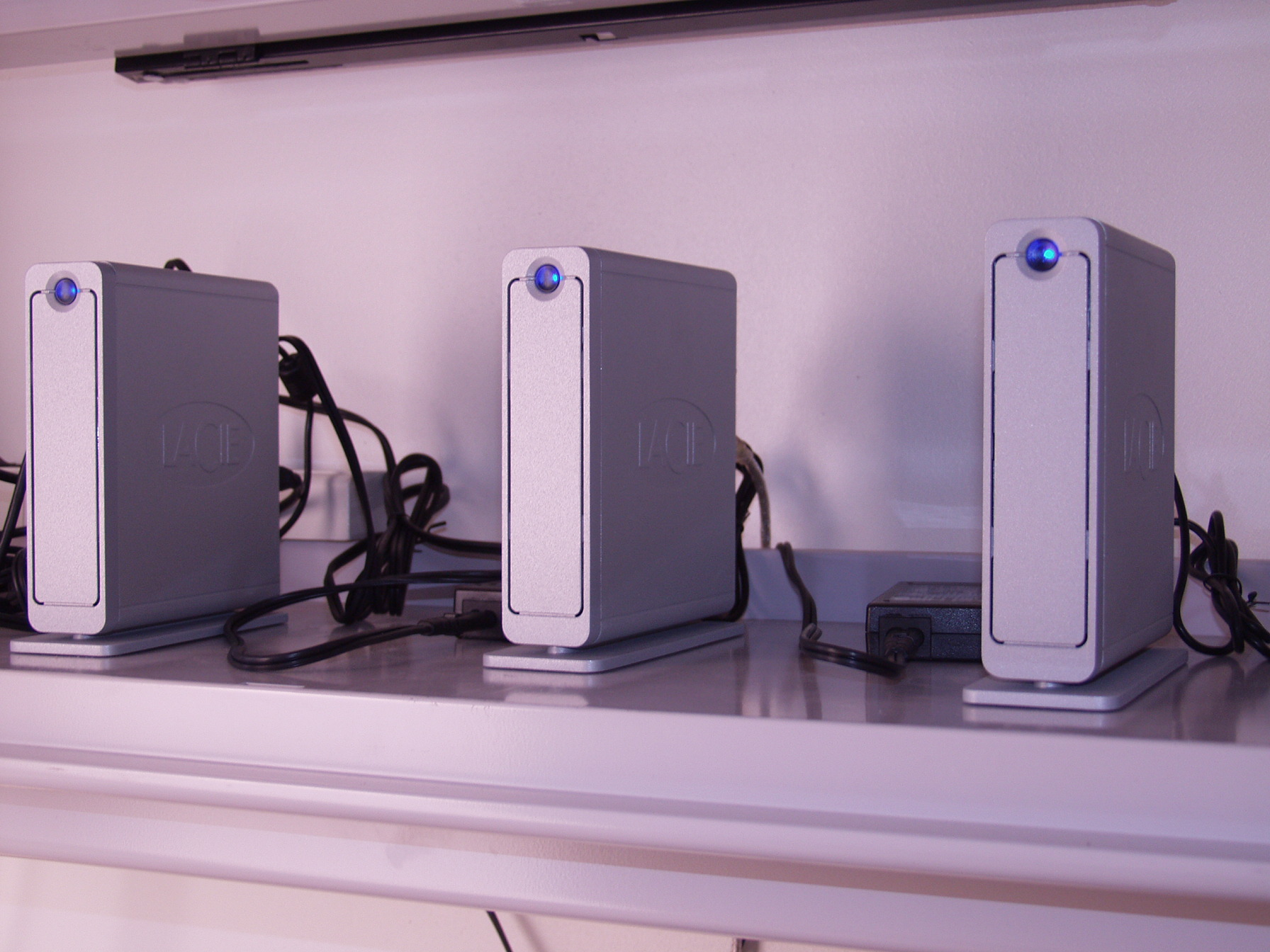
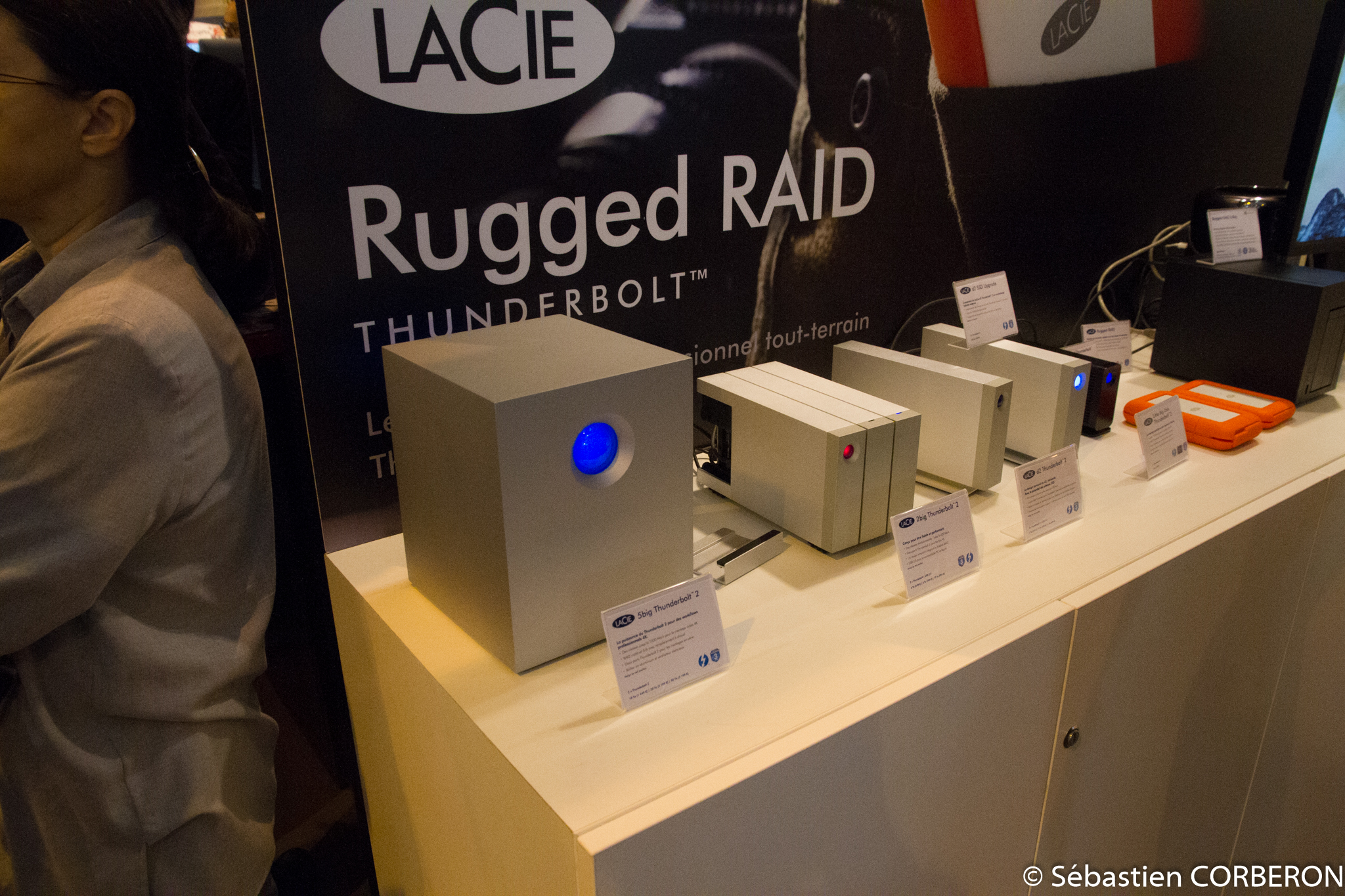